# Thông Giang
Thông Giang (chữ Hán giản thể: 通江县, Hán Việt: Thông Giang huyện) là một huyện thuộc địa cấp thị Ba Trung, tỉnh Tứ Xuyên, Cộng hòa Nhân dân Trung Hoa. Huyện này có diện tích 4125 km2, dân số năm 2002 là 720.000 người. Huyện Thông Giang được chia thành các đơn vị hành chính gồm 14 trấn, 35 hương.
- Trấn: Nặc Giang, Thiết Phật, Hồng Khẩu, Ma Thạch, Ngoã Thất, Phù Dương, Thiết Khê, Nặc Thủy Hà, Dân Thắng, Hỏa Cự, Quảng Nạp, Vĩnh An, Chí Thành.
- Hương: Dương Bách, Đại Hưng, Đông Sơn, Tam Khê, Song Tuyền, Văn Phong, Xuân Tại, Tam Hợp, Vân Đàm, Xướng Ca, Chi Bao, Đổng Khê, Ti Ba, Tùng Khê, Cửu Tằng, Thắng Lợi, Bản Đắng, Văn Thắng, Hưng Long, Mạo Dụ, Nê Khê, Yên Khê, Sa Bình, Chu Nguyên, Trường Bình, Không Sơn, Thanh Dục, Thiết Xưởng, Tân Trường, Trần Hà, Thảo Trì, Hồi Lâm, Phượng Trường, Lưỡng Hà Khẩu, Bản Kiều Khẩu.

## Khí hậu
| Dữ liệu khí hậu của Thông Giang, elevation 482 m (1.581 ft), (1991–2020 normals, extremes 1981–present) | Dữ liệu khí hậu của Thông Giang, elevation 482 m (1.581 ft), (1991–2020 normals, extremes 1981–present) | Dữ liệu khí hậu của Thông Giang, elevation 482 m (1.581 ft), (1991–2020 normals, extremes 1981–present) | Dữ liệu khí hậu của Thông Giang, elevation 482 m (1.581 ft), (1991–2020 normals, extremes 1981–present) | Dữ liệu khí hậu của Thông Giang, elevation 482 m (1.581 ft), (1991–2020 normals, extremes 1981–present) | Dữ liệu khí hậu của Thông Giang, elevation 482 m (1.581 ft), (1991–2020 normals, extremes 1981–present) | Dữ liệu khí hậu của Thông Giang, elevation 482 m (1.581 ft), (1991–2020 normals, extremes 1981–present) | Dữ liệu khí hậu của Thông Giang, elevation 482 m (1.581 ft), (1991–2020 normals, extremes 1981–present) | Dữ liệu khí hậu của Thông Giang, elevation 482 m (1.581 ft), (1991–2020 normals, extremes 1981–present) | Dữ liệu khí hậu của Thông Giang, elevation 482 m (1.581 ft), (1991–2020 normals, extremes 1981–present) | Dữ liệu khí hậu của Thông Giang, elevation 482 m (1.581 ft), (1991–2020 normals, extremes 1981–present) | Dữ liệu khí hậu của Thông Giang, elevation 482 m (1.581 ft), (1991–2020 normals, extremes 1981–present) | Dữ liệu khí hậu của Thông Giang, elevation 482 m (1.581 ft), (1991–2020 normals, extremes 1981–present) | Dữ liệu khí hậu của Thông Giang, elevation 482 m (1.581 ft), (1991–2020 normals, extremes 1981–present) |
| Tháng                                                                                                   | 1 | 2 | 3 | 4 | 5 | 6 | 7 | 8 | 9 | 10 | 11 | 12 | Năm |
| --- | --- | --- | --- | --- | --- | --- | --- | --- | --- | --- | --- | --- | --- |
| Cao kỉ lục °C (°F)                                                                                      | 20.2 (68.4)                                                                                             | 23.9 (75.0)                                                                                             | 32.4 (90.3)                                                                                             | 34.6 (94.3)                                                                                             | 37.7 (99.9)                                                                                             | 37.8 (100.0)                                                                                            | 38.9 (102.0)                                                                                            | 40.2 (104.4)                                                                                            | 38.9 (102.0)                                                                                            | 33.6 (92.5)                                                                                             | 27.1 (80.8)                                                                                             | 19.5 (67.1)                                                                                             | 40.2 (104.4)                                                                                            |
| Trung bình ngày tối đa °C (°F)                                                                          | 9.8 (49.6)                                                                                              | 12.7 (54.9)                                                                                             | 17.8 (64.0)                                                                                             | 23.4 (74.1)                                                                                             | 27.0 (80.6)                                                                                             | 29.7 (85.5)                                                                                             | 32.4 (90.3)                                                                                             | 32.6 (90.7)                                                                                             | 27.1 (80.8)                                                                                             | 21.7 (71.1)                                                                                             | 16.5 (61.7)                                                                                             | 10.8 (51.4)                                                                                             | 21.8 (71.2)                                                                                             |
| Trung bình ngày °C (°F)                                                                                 | 5.6 (42.1)                                                                                              | 8.1 (46.6)                                                                                              | 12.2 (54.0)                                                                                             | 17.3 (63.1)                                                                                             | 21.1 (70.0)                                                                                             | 24.3 (75.7)                                                                                             | 26.9 (80.4)                                                                                             | 26.6 (79.9)                                                                                             | 22.2 (72.0)                                                                                             | 17.1 (62.8)                                                                                             | 12 (54)                                                                                                 | 6.9 (44.4)                                                                                              | 16.7 (62.1)                                                                                             |
| Tối thiểu trung bình ngày °C (°F)                                                                       | 2.8 (37.0)                                                                                              | 4.9 (40.8)                                                                                              | 8.3 (46.9)                                                                                              | 13.0 (55.4)                                                                                             | 16.9 (62.4)                                                                                             | 20.6 (69.1)                                                                                             | 23.1 (73.6)                                                                                             | 22.7 (72.9)                                                                                             | 19.1 (66.4)                                                                                             | 14.4 (57.9)                                                                                             | 9.3 (48.7)                                                                                              | 4.4 (39.9)                                                                                              | 13.3 (55.9)                                                                                             |
| Thấp kỉ lục °C (°F)                                                                                     | −3.8 (25.2)                                                                                             | −2.0 (28.4)                                                                                             | −1.8 (28.8)                                                                                             | 3.8 (38.8)                                                                                              | 8.7 (47.7)                                                                                              | 14.5 (58.1)                                                                                             | 16.0 (60.8)                                                                                             | 16.1 (61.0)                                                                                             | 12.1 (53.8)                                                                                             | 0.9 (33.6)                                                                                              | 0.3 (32.5)                                                                                              | −4.7 (23.5)                                                                                             | −4.7 (23.5)                                                                                             |
| Lượng Giáng thủy trung bình mm (inches)                                                                 | 6.6 (0.26)                                                                                              | 16.1 (0.63)                                                                                             | 31.5 (1.24)                                                                                             | 67.1 (2.64)                                                                                             | 133.3 (5.25)                                                                                            | 176.4 (6.94)                                                                                            | 255.5 (10.06)                                                                                           | 159.0 (6.26)                                                                                            | 163.6 (6.44)                                                                                            | 101.7 (4.00)                                                                                            | 40.8 (1.61)                                                                                             | 9.7 (0.38)                                                                                              | 1.161,3 (45.71)                                                                                         |
| Số ngày giáng thủy trung bình (≥ 0.1 mm)                                                                | 5.9 | 6.7 | 9.5 | 11.6 | 13.2 | 13.3 | 13.9 | 11.1 | 13.4 | 13.4 | 9.2 | 6.9 | 128.1                                                                                                   |
| Số ngày tuyết rơi trung bình                                                                            | 1.5 | 0.6 | 0.1 | 0 | 0 | 0 | 0 | 0 | 0 | 0 | 0.1 | 0.5 | 2.8 |
| Độ ẩm tương đối trung bình (%)                                                                          | 76 | 73 | 71 | 73 | 74 | 79 | 80 | 77 | 81 | 83 | 82 | 80 | 77 |
| Số giờ nắng trung bình tháng                                                                            | 55.1 | 58.1 | 100.1                                                                                                   | 136.4                                                                                                   | 149.5                                                                                                   | 145.5                                                                                                   | 185.9                                                                                                   | 203.6                                                                                                   | 116.9                                                                                                   | 89.2 | 74.5 | 53.3 | 1.368,1                                                                                                 |
| Phần trăm nắng có thể                                                                                   | 17 | 18 | 27 | 35 | 35 | 34 | 43 | 50 | 32 | 26 | 24 | 17 | 30 |
| Nguồn: China Meteorological Administration                                                              | | | | | | | | | | | | | |